# Wykopaliska
Wykopaliska archeologiczne – jedna z najważniejszych terenowych metod badawczych archeologii, polegająca na systematycznym i dokumentowanym fizycznym rozbiorze stanowiska archeologicznego na poszczególne jednostki stratygraficzne, w kolejności od najmłodszej do najstarszej.

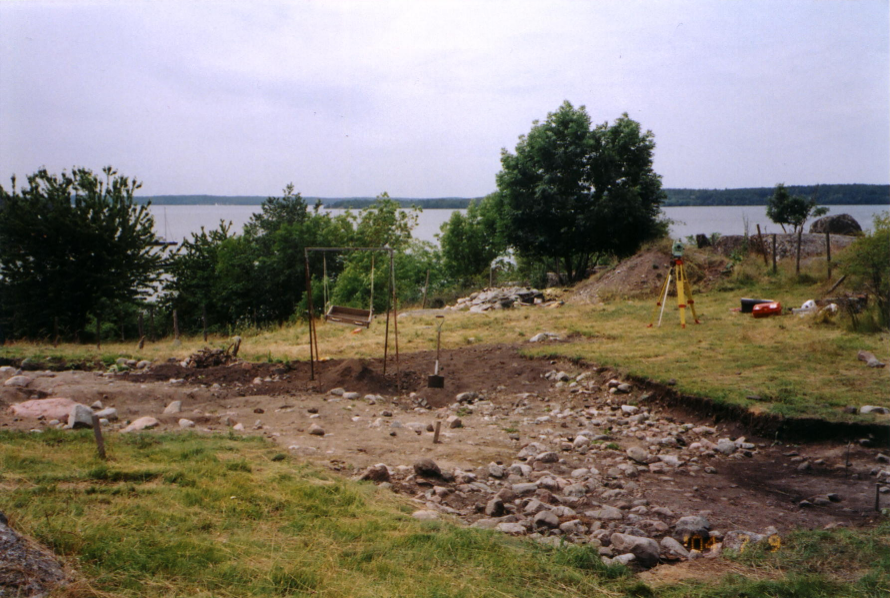
Wykopaliska na terenie wczesnośredniowiecznej osady w Birce w Szwecji

## Rodzaje wykopalisk archeologicznych

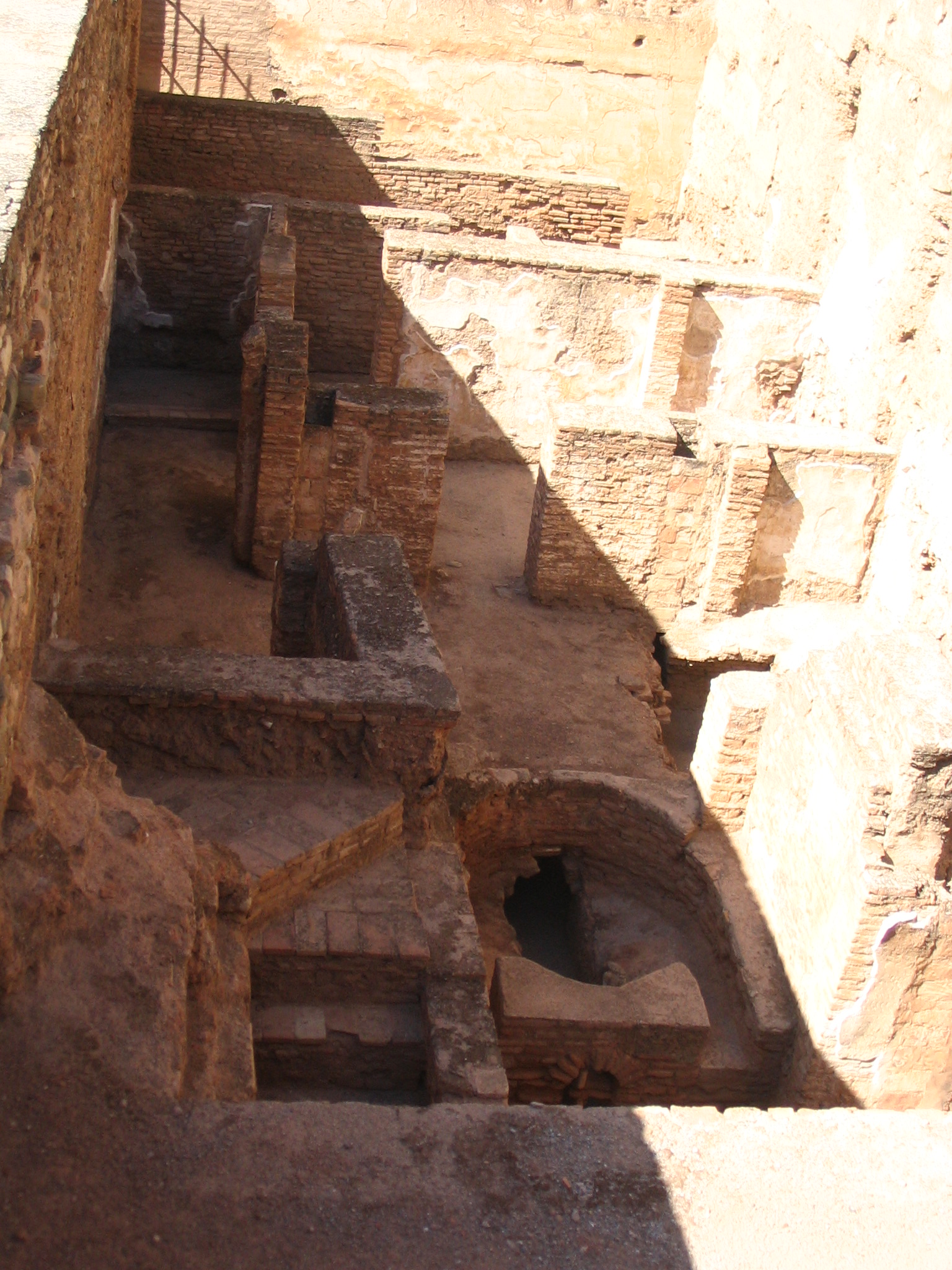
Wykopaliska w Alhambrze

Wyróżnić można dwa zasadnicze rodzaje wykopalisk:
- wykopaliska badawcze, podejmowane z pobudek czysto naukowych i dotyczące niezagrożonych stanowisk archeologicznych;
- wykopaliska ratownicze, podejmowane w odniesieniu do stanowisk archeologicznych zagrożonych zniszczeniem.

Wśród wykopalisk ratowniczych wyróżnić można także dwa podrodzaje:
- - wykopaliska wyprzedzające, podejmowane ze znacznym wyprzedzeniem czasowym w stosunku do planowanego zniszczenia stanowiska (np. w wyniku inwestycji);
  - wykopaliska interwencyjne, podejmowane w sytuacji stwierdzenia trwającego procesu niszczenia na stanowiskach wcześniej nieznanych i odkrytych dopiero w czasie trwania inwestycji.

## Filozofia wykopalisk archeologicznych
Wykopaliska archeologiczne są destrukcyjną metodą badawczą: w procesie wykopalisk badana część stanowiska archeologicznego przestaje istnieć i jest przekształcana w dokumentację i zbiory znalezisk.
Wykopaliska podejmowane były dawniej swobodnie przez archeologów na wybranych przez nich stanowiskach. W związku ze zmianą nastawienia archeologów do dziedzictwa archeologicznego, która dokonała się pod koniec XX wieku, wykopaliska obecnie uważa się jednak za metodę badawczą, którą należy stosować dopiero wówczas, gdy:
- wyczerpane zostały możliwości zastosowania metod archeologii niedestrukcyjnej lub
- wyczerpane zostały inne możliwości zapobiegania zagrożeniom.

Takie podejście skodyfikowane zostało przede wszystkim w Międzynarodowej Karcie Ochrony i Zarządzania Dziedzictwem Archeologicznym (czyli tzw. Karcie Lozańskiej) przyjętej w roku 1990 przez Międzynarodową Radę Ochrony Zabytków i Miejsc Historycznych (ICOMOS).
W związku z destrukcyjnym charakterem wykopalisk we wszystkich cywilizowanych krajach ich prowadzenie jest kontrolowane przez służby konserwatorskie poprzez wydawanie zezwoleń.

## Narzędzia stosowane podczas wykopalisk archeologicznych

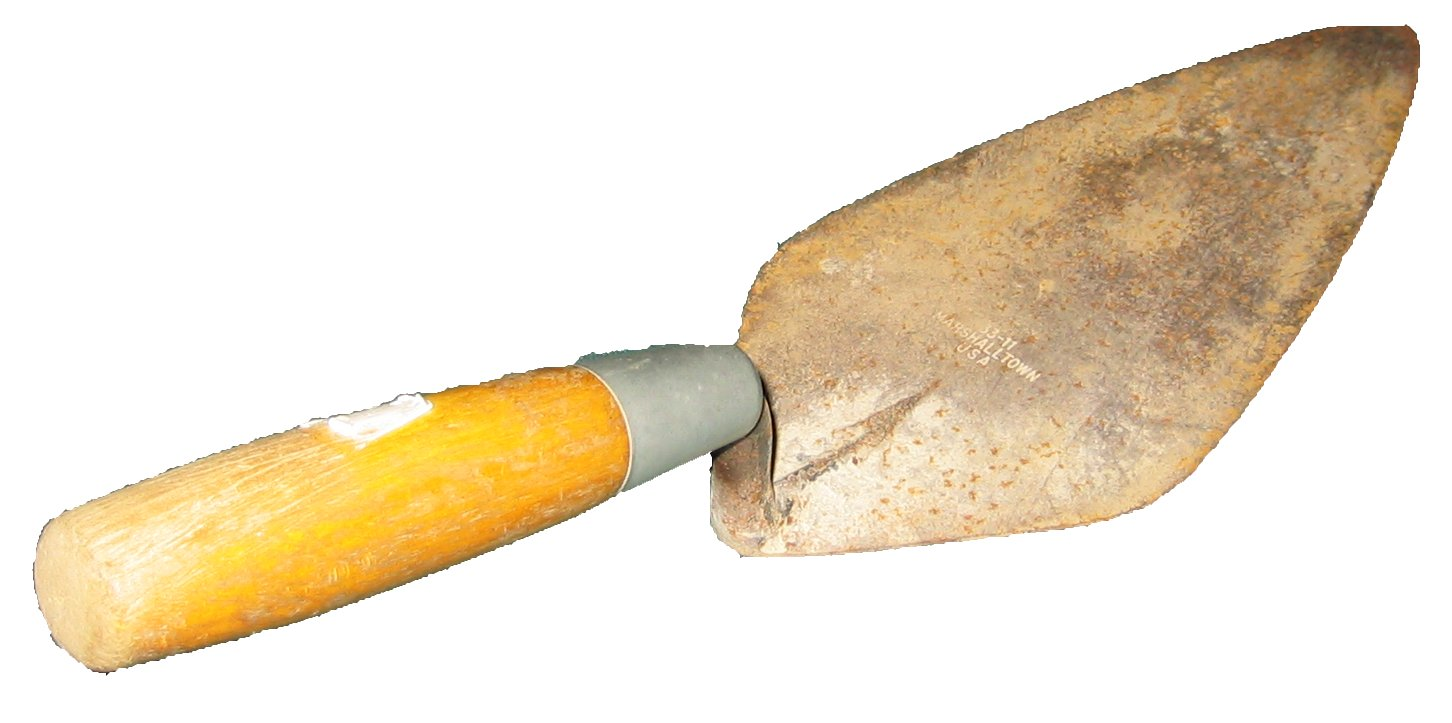
Szpachelka typu angielskiego – najważniejsze narzędzie każdego archeologa terenowca

W czasie wykopalisk stosowane być mogą wszelkie narzędzia, które są wystarczająco precyzyjne, aby oddzielać od siebie poszczególne jednostki stratygraficzne. W zależności od rozciągłości i miąższości danej jednostki stratygraficznej, jak również od jej zawartości do jej eksploracji mogą być używane:
- koparki i minikoparki – do warstw znacznej miąższości, zawierających gruz lub ziemię bez zawartości zabytkowej
- szpadle – do warstw średniej miąższości, bez zawartości zabytkowej
- szpachelki = do warstw niewielkiej miąższości oraz do warstw zawierających zabytki ruchome.

Ponadto archeolodzy stosują rozmaite inne narzędzia, dostosowane do specyficznych rodzajów jednostek stratygraficznych danego stanowiska: szczotki, pędzle, skalpele, łyżki itp.

## Metodyka wykopalisk

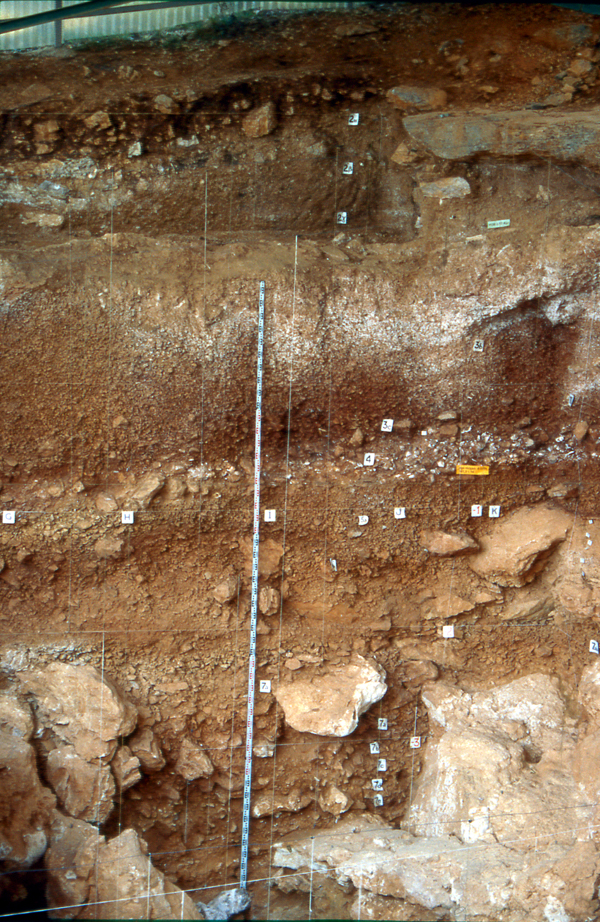
Przekrój przez stratyfikację paleolitycznego stanowiska Coudoulous we Francji z oznaczonymi jednostkami stratygraficznymi

Wykopaliska archeologiczne polegają na identyfikowaniu granic (w płaszczyźnie poziomej i pionowej) kolejno zalegających coraz niżej jednostek stratygraficznych i ich eksploracji w kolejności odwrotnej do kolejności, w jakiej zostały kiedyś zdeponowane. Każda jednostka stratygraficzna reprezentuje jakiś epizod historii stanowiska archeologicznego.
Jednostki stratygraficzne dzielą się na:
- warstwowe jednostki stratygraficzne (depozyty)
- bezwarstwowe jednostki stratygraficzne (powierzchnie styków – ang. interface).

Sekwencja jednostek stratygraficznych odzwierciedla historię stanowiska. Historię stanowiska przedstawia się graficznie za pomocą tzw. macierzy Harrisa lub diagramu Harrisa (Harris Matrix), która przedstawia relacje czasowe pomiędzy poszczególnymi jednostkami stratygraficznymi.
W czasie eksploracji z warstwowych jednostek stratygraficznych wydobywane są zabytki ruchome, jak również pobierane są próbki sedymentu do badań paleobiologicznych. Wszystkie jednostki stratygraficzne (ich granice), jak również ważniejsze elementy ich zawartości (np. elementy konstrukcyjne czy skupiska zabytków ruchomych) są dokumentowane opisowo, fotograficznie i rysunkowo. Ponieważ zasadniczą rolę w procesie wykopalisk archeologicznych odgrywa zapewnienie późniejszej możliwości odtworzenia nieistniejącego już stanowiska archeologicznego, kluczowe znaczenie ma stosowanie stałych systemów pomiarowych: siatki pomiarów w płaszczyźnie poziomej (zazwyczaj opartej na kartezjańskim układzie współrzędnych) oraz pomiarów wysokościowych opartych na odniesieniach do stałych punktów wysokościowych (reperów).

## Dokumentacja wykopalisk
- Dokumentacja opisowa to wszelkiego rodzaju notatki, opisy i dzienniki polowe sporządzane przez archeologów w terenie. Współcześnie najczęściej dokumentację opisową sporządza się na uprzednio wydrukowanych zestandaryzowanych kartach opisu jednostek stratygraficznych.
- Dokumentacja rysunkowa sporządzana jest zazwyczaj na papierze milimetrowym, w skali 1:20 lub 1:10. Tradycyjnie w polskiej archeologii sporządzana była dokumentacja kolorowa, w której barwy ziemi oddawane są realistycznie za pomocą kredek. Współcześnie najczęściej barwy ziemi dokumentuje się przez odniesienie się do wzorców barwnych, np. Karty Kolorów Ziemi Munsella.
- Dokumentacja fotograficzna tradycyjnie obejmowała fotografię negatywową czarno-białą i barwną fotografię odwracalną. Współcześnie najczęściej stosuje się już fotografię cyfrową. Ponieważ najważniejsze znaczenie mają zdjęcia wertykalne, które mogą być podstawą do dokonywania pomiarów, archeolodzy wykonują zdjęcia z wysokich drabin, statywów lub konstruują specjalne wieże do fotografii. W Biskupinie w okresie międzywojennym zdjęcia wykonywano z balonu na uwięzi.

|  |  |

## Nadzór
Prowadzenie badań archeologicznych wymaga pozwolenia wojewódzkiego konserwatora zabytków. Za prowadzenie ich bez pozwolenia albo wbrew jego warunkom grozi kara grzywny.